# 上杉道満丸
上杉 道満丸（うえすぎ どうまんまる、元亀2年（1571年） - 天正7年3月18日（1579年4月13日）は、上杉景虎の嫡男。
上杉謙信の死後、父・景虎と叔父・上杉景勝との間で起こった御館の乱のさなか、景虎方が景勝方に和議を求めた際に上杉憲政に連れられて景勝の陣に赴く途中、景勝軍の兵に包囲され、憲政ともども殺害された。享年9。法名は了空童子。

## 生涯
元亀2年（1571年）、上杉景虎の嫡男として越後国で生まれた。母は長尾政景の女で景虎の継室・清円院。天正6年（1578年）、上杉謙信が死去すると、景虎と上杉景勝の間で家督争いが勃発し、やがて越後全域を戦場とする御館の乱に発展する。当初は実家の北条家と甲斐の武田家の連合勢力を味方につけた景虎方が戦いを優位に進めるが、景勝方が春日山城本丸を占領し、武田家と同盟すると戦局は逆転、形勢が不利になった景虎方は春日山城から総退却し、元関東管領上杉憲政のいる御館に拠点を移し、道満丸も行動を共にする。
天正7年（1579年）、雪に阻まれて北条軍の援助を見込めなくなった景虎は、憲政を使者に立て、道満丸を人質として景勝方との和睦交渉に派遣したが、道中、四ツ屋砦付近で景勝軍の兵に憲政共々包囲され、殺害された。享年9。他の兄弟姉妹たちも同時期に死去したものと見られる。
死後、母はその兄（弟とも）の景勝方からの降伏勧告を拒否して御館で自害し、父景虎も小田原城への道中で家臣・堀江宗親の謀反に遭い、鮫ヶ尾城で自害した。

## 備考
- 道満丸は上杉謙信の養子である景虎の嫡男として誕生したが、その血縁関係は複雑である。
  - まず、父景虎は関東に勢力を持つ後北条氏の出身で、氏康の七男と云われる。北条家側の叔父には氏政・氏邦・氏照らがいる。
  - 母清円院は、越後上田城主長尾政景の娘で、御館の乱で景虎と対立した景勝の妹あるいは姉と云われ、景勝は道満丸の叔父となる。景勝と同じく謙信の養子だった畠山義春・山浦景国は義理の叔父となる。
- その死に関しては、景勝方の故意による謀殺説や裏切り説、混乱による偶発など様々な説がある。
- 道満丸は四ツ屋砦で殺害されずに、北信の豪族・市河氏の下で生き延びたという異説もある。その説によると、道満丸は市河信房に保護され、信濃国高井郡の常慶院で成長し、後に市河氏の娘を妻に迎えて「市河伝七郎照虎」を名乗り、明暦元年（1655年）に没したという。